# Provinz Shimousa

Provinz Shimo-Usa rot markiert

Shimousa (jap. 下総国, Shimousa no kuni) war eine der historischen Provinzen Japans, die den heutigen nördlichen Teil der Präfektur Chiba und den südlichen Streifen der Präfektur Ibaraki auf der Insel Honshū einschloss. Shimousa grenzte an die Provinzen Hitachi, Kazusa, Kōzuke, Musashi und Shimotsuke. Zusammen mit Kazusa wird sie auch Sōshū (総州) genannt.

## Geschichte
Die Provinz entstand im 7. Jahrhundert durch die Aufspaltung der alten Provinz Fusa (総国) in die Provinzen Kami-tsu-Fusa („Ober-Fusa“) und Shimo-tsu-Fusa („Unter-Fusa“). Gegen Ende des 7. Jahrhunderts setzten sich jedoch die Dialektvarianten Kazusa und Shimousa durch. Nach ihren geografischen Positionen wurde Kazusa auch Nansō (南総, dt. „Süd-Fusa“) und Shimousa auch Hokusō (北総, dt. „Nord-Fusa“) genannt.

## Provinzhauptstadt und -tempel
Die alte Provinzhauptstadt (kokufu) lag im modernen Stadtteil Kōnodai (国府台; wobei Kō eine Zusammenziehung von Kokufu ist) von Ichikawa. In der Feudalzeit wurde Sakura jedoch die wichtigere Stadt. Shimousa ging durch die Hand verschiedener Herrscher und zeitweilig wurde die Provinz oder Teile davon durch Daimyō der Provinzen Musashi oder Kazusa beherrscht.

## Lehen
In der frühen Edo-Zeit hatten folgende Lehen (Han) ihren Sitz in Shimousa:
- Kurihara: regiert von Naruse Masanari, Einkommen 34.000 Koku Reis.
- Koga: regiert von Matsudaira (Toda) Yasunaga, 20.000 Koku
- Sekiyado: regiert von Matsudaira (Hisamatsu) Yasumoto, 40.000 Koku
- Yamazaki: regiert von Okabe Nagamori, 12.000 Koku
- Yamakawa: (gegründet 1609) regiert von Matsudaira (Hisamatsu) Sadatsuna, 15.000 Koku
- Ino: regiert von Honda Narishige, 3.000 Koku (1613 abgeschafft)
- Iwatomi: regiert von Hōjō Ujikatsu, 10.000 Koku (1613 abgeschafft)
- Sakura: in ständig wechselndem Besitz und Größe; 1610 regiert von Doi Toshikatsu, 32.400 Koku (mit weiteren 12.600 Koku vergrößert 1612, weitere Zugewinne in den folgenden Zeiten)
- Iida: (gegründet 1608, abgeschafft 1613), regiert von Aoyama Narishige, 10.000 Koku
- Omigawa: von 1602 bis 1610, regiert von Doi Toshikatsu, 10.000 Koku, ab 1612 regiert von Andō Shigenobu mit 16.600 Koku
- Moriya: regiert von Toki Sadayoshi, 10.000 Koku

Zum Ende der Edo-Zeit zur Meiji-Restauration brachten die Kreise von Shimousa folgende Erträge: Katsushika >125.000 Koku aus 337 Dörfern, Sashima >45.000 Koku/82 Dörfer, Yūki >35.000 Koku/53 Dörfer, Toyoda >38.000 Koku/80 Dörfer, Okada >22.000 Koku/42 Dörfer, Chiba >44.000 Koku/136 Dörfer, Inba >69.000 Koku/272 Dörfer, Habu >25.000 Koku/62 Dörfer, Katori >149.000 Koku/296 Dörfer, Sōsa >37.000 Koku/68 Dörfer, Kaijō >27.000 Koku/70 Dörfer, Sōma >64.000/142 Dörfer und waren unter folgenden Territorien aufgeteilt:
- Shōgunatsbesitz (Bakuryō) in allen zwölf Landkreisen
- Besitz der Hitotsubashi-Tokugawa (eine der Gosankyō-Nebenlinien) in den Kreisen Katsushika und Yūki
- Besitz der Tayasu-Tokugawa (Gosankyō) in den Kreisen Habu, Katori und Sōma
- Han mit Sitz in Shimousa
  - Kreis Katsushika
    - Sekiyado mit 43.000 Koku dort, in zwei weiteren Kreisen von Shimousa und mehreren anderen Provinzen
    - Koga mit 80.000 Koku in Katsushika, Sashima sowie in mehreren anderen Provinzen

  - Yūki mit Sitz im Kreis Yūki mit 18.000 Koku aus dem Kreis Yūki sowie mehreren anderen Provinzen
  - Oyumi im Kreis Chiba mit 10.000 Koku aus den Kreisen Chiba, Sōsa und Kaijō sowie einzelnen Dörfern in Kazusa und Sagami
  - Sakura mit Sitz im Kreis Inba, bestehend aus Land mit 110.000 Koku Einkommen in mehreren Kreisen von Shimousa, vor allem Inba, Chiba und Habu sowie in Dewa und mehreren anderen Provinzen
  - Kreis Katori
    - Omigawa mit 10.000 Koku in Katori, Kaijō und der Provinz Mutsu
    - Tako mit 10.000 Koku in Katori und den Provinzen Mutsu und Shimotsuke
    - Takaoka mit 10.000 Koku in Katori, Inba und Sōma sowie der Provinz Kazusa
- Han mit Territorium in Shimousa, aber Sitz in anderen Provinzen
  - Mibu (Sitz: Provinz Shimotsuke) mit Land in den Gun Katsushika, Sashima und Yūki
  - Tanaka (Provinz Suruga) mit Land in Katsushika und Sōma
  - Mineyama (Provinz Tango) mit Land im Kreis Sashima
  - Nagatoro (Provinz Dewa) mit Land in den Kreisen Toyoda, Chiba und Habu
  - Sendai (Provinz Mutsu) mit einer Ein-Dorf-Exklave in Toyoda
  - Ushiku (Provinz Hitachi) mit Besitz in den Kreisen Toyoda, Okada und Sōma
  - Karasuyama (Provinz Shimotsuke) mit Besitz in den Kreisen Toyoda und Sōma
  - Hamamatsu (Provinz Tōtōmi) mit Besitz in Inba
  - Yodo (Provinz Yamashiro) mit Besitz in Inba, Habu, Katori und Sōma
  - Tateyama (Provinz Awa) mit zwei Dörfern in Katori
  - Funagata (Provinz Awa) mit einem Dorf in Katori
  - Annaka (Provinz Kōzuke) mit Besitz in den Kreisen Katori, Sōsa und Kaijō
  - Nishibata (Provinz Mikawa) mit Besitz in Katori und Sōsa
  - Takasai (Provinz Kōzuke) mit Besitz in Kaijō
  - Ichinomiya (Provinz Kazusa) mit Besitz in Sōma
  - Tsuchiura (Provinz Hitachi) mit Besitz in Sōma
- kleinen geistlichen Besitzungen

Wie überall wurden manche kleinere Exklaven von nähergelegenen Han, Vogteien des Bakufu etc. verwaltet.

## Präfekturen
Nach der ersten Konsolidierung der aus den Han entstanden Präfekturen 1871/72 befanden sich auf dem Gebiet von Shimousa folgende Präfekturen (Ken):
- Inba mit ursprünglich geplantem Verwaltungssitz im Kreis Inba, bestehend aus neun Kreisen von Shimousa, fasste die Präfekturen Sakura, Koga, Sekiyado, Yūki, Oyumi, Sogano (nach der Restauration eingerichtetes Han) und Katsushika (in der Krondomäne in Shimousa entstanden) zusammen
- Niihari, das hauptsächlich in der Provinz Hitachi lag, aber auch die Kreise Katori, Sōsa und Kaijō im Osten von Shimousa umfasste, wo vorher die Präfekturen Tako, Omigawa und Takaoka lagen

1873 wurde Inba mit Kisarazu, das die Provinzen Kazusa und Awa umfasste, zu Chiba fusioniert. Niihari wurde bei der zweiten Welle von Präfekturfusionen 1875/76 hauptsächlich in die Präfektur Ibaraki eingegliedert, aber die drei Landkreise aus Shimousa gingen an Chiba; gleichzeitig gingen Teile von Shimousa an Ibaraki (Kreise Yūki, Sashima, Okada, Toyoda, Teile von Katsushika und Sōma) und Saitama (Teile von Katsushika).